# Paksa

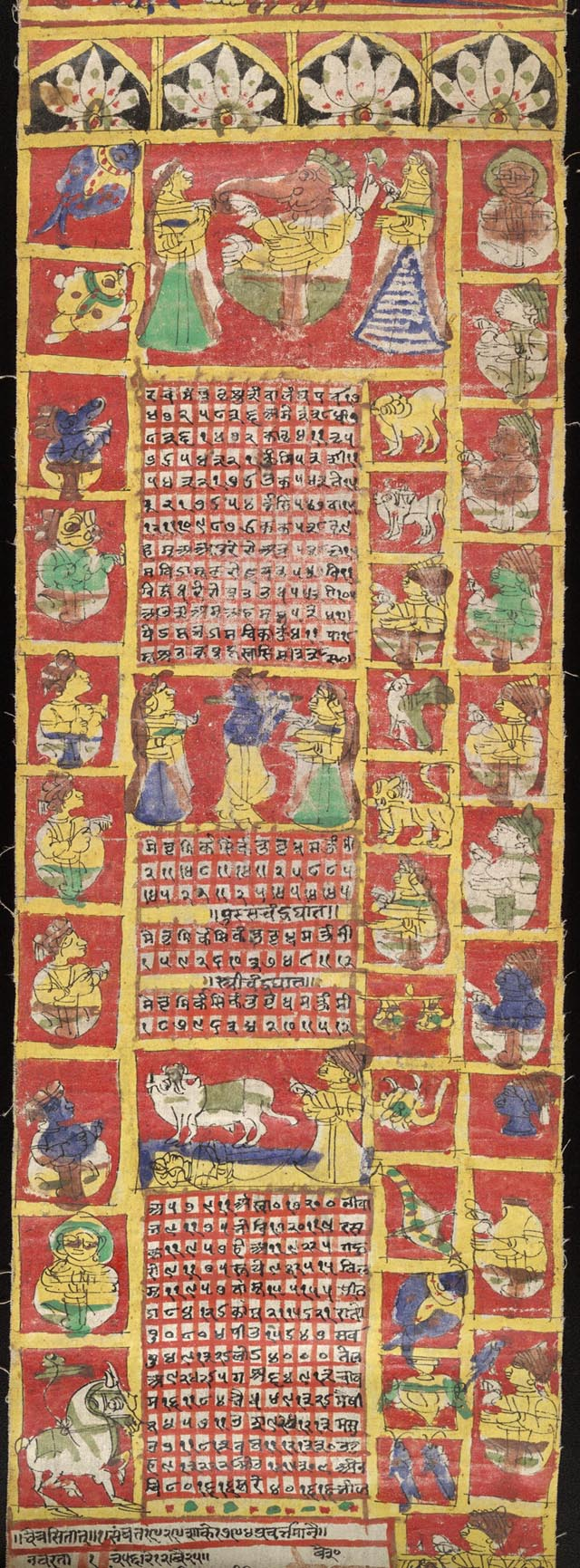
Calendrier hindou.

Paksha ou Paksha (sanskrit : पक्ष) fait référence à une période de quinze jours (quinzaine) ou une phase lunaire dans un mois du calendrier lunaire hindou,.
Signifiant littéralement « côté », un paksa est la période de chaque côté du purnima (jour de pleine lune ). Un mois lunaire dans le calendrier hindou compte deux quinzaines et commence par l' amavasya ( nouvelle lune ). Les jours lunaires sont appelés tithis ; chaque mois compte 30 tithi, qui peuvent varier de 20 à 27 heures. Un paksha a 15 tithi, qui sont calculés par un mouvement de 12 degrés de la lune.
La première quinzaine entre le jour de la nouvelle lune et le jour de la pleine lune est appelée Gaura Paksha ou Shukla Paksha ( litt.), la période de la lune qui s'éclaircit ( lune croissante ) et la deuxième quinzaine du mois est appelée Vadhya Paksha ou Krishna Paksha ( litt.), la période de la lune décroissante ( lune décroissante ).
Le calendrier Neemuch commence un nouveau mois lunaire à partir du premier jour de Krishna Paksha, tandis que le calendrier du Gujarat commence un nouveau mois lunaire à partir du premier jour de Shukla Paksha.

## Jours de Shukla Paksha et Krishna Paksha
| Shukla Paksha   | Krishna Paksha     |
| --------------- | ------------------ |
| 1. Prathama     | 1. Prathama        |
| 2. Dvitiya      | 2. Dvitiya         |
| 3. Tritiya      | 3. Tritiya         |
| 4. Chaturthi    | 4. Chaturthi       |
| 5. Panchami     | 5. Panchami        |
| 6. Shashti      | 6. Shashti         |
| 7. Saptami      | 7. Saptami         |
| 8. Ashtami      | 8. Ashtami         |
| 9. Navami       | 9. Navami          |
| dix. Dashami    | dix. Dashami       |
| 11. Ekadashi    | 11. Ekadashi       |
| 12. Dwadashi    | 12. Dwadashi       |
| 13. Thrayodashi | 13. Thrayodashi    |
| 14. Chaturdashi | 14. Chaturdashi    |
| 15. Purnima     | 15. Amavasya, Ausi |

## Shukla Paksha
Shukla Paksha fait référence à la quinzaine lunaire brillante ou à la lune croissante dans le calendrier hindou. Shukla ( sanskrit : शुक्ल ) est un mot sanskrit signifiant « blanc » ou « brillant ». Le Shukla Paksha est une période de 15 jours, qui commence après le jour d'amavasya (nouvelle lune) et culmine le jour de purnima (pleine lune) et est considérée comme de bon augure.
De nombreux festivals ont lieu pendant cette période, notamment les festivals Navaratri, notamment Chaitra Navaratri et Ashvin Navaratri.
| Jour                     | Tithi       | Festival                       | Mois         |
| ------------------------ | ----------- | ------------------------------ | ------------ |
| 1er jour                 | Pratipada   | Gudi Padwa, Ugadi              | Chaitra      |
| 1er jour                 | Pratipada   | Bali Pratipada, Govardhan Puja | Kartika      |
| 2ème jour                | Dvitia      | Bhaïbeej                       | Kartika      |
| 3ème jour                | Tritiya     | Teej                           | Bhadrapada   |
| 3ème jour                | Tritiya     | Akshaya Tritiya                | Vaïshakha    |
| 4ème jour                | Chaturthi   | Ganesh Chaturthi               | Bhadrapada   |
| 4ème jour                | Chaturthi   | Ganesh Jayanti                 | Magha        |
| 5ème jour                | Panchami    | Nuakhai                        | Bhadrapada   |
| 5ème jour                | Panchami    | Vivaha Panchami                | Margashircha |
| 5ème jour                | Panchami    | Vasanta Panchami               | Magha        |
| 6ème jour                | Shasthi     | Sitalsasthi                    | Jestha       |
| 8ème jour                | Ashtami     | Radhashtami                    | Bhadrapada   |
| 9ème jour                | Navami      | Rama Navami                    | Chaitra      |
| 10ème jour               | Dashami     | Vijayadashami                  | Ashvine      |
| 11ème jour               | Ekadashi    | Shayani Ekadashi               | Ashadha      |
| 11ème jour               | Ekadashi    | Vaikuntha Ekadashi             | Margashircha |
| 14ème jour               | Chaturdashi | Samvatsari                     | Bhadrapada   |
| 15ème jour (pleine lune) | Purnima     | Gourou Purnima                 | Ashada       |

## Krishna Paksha

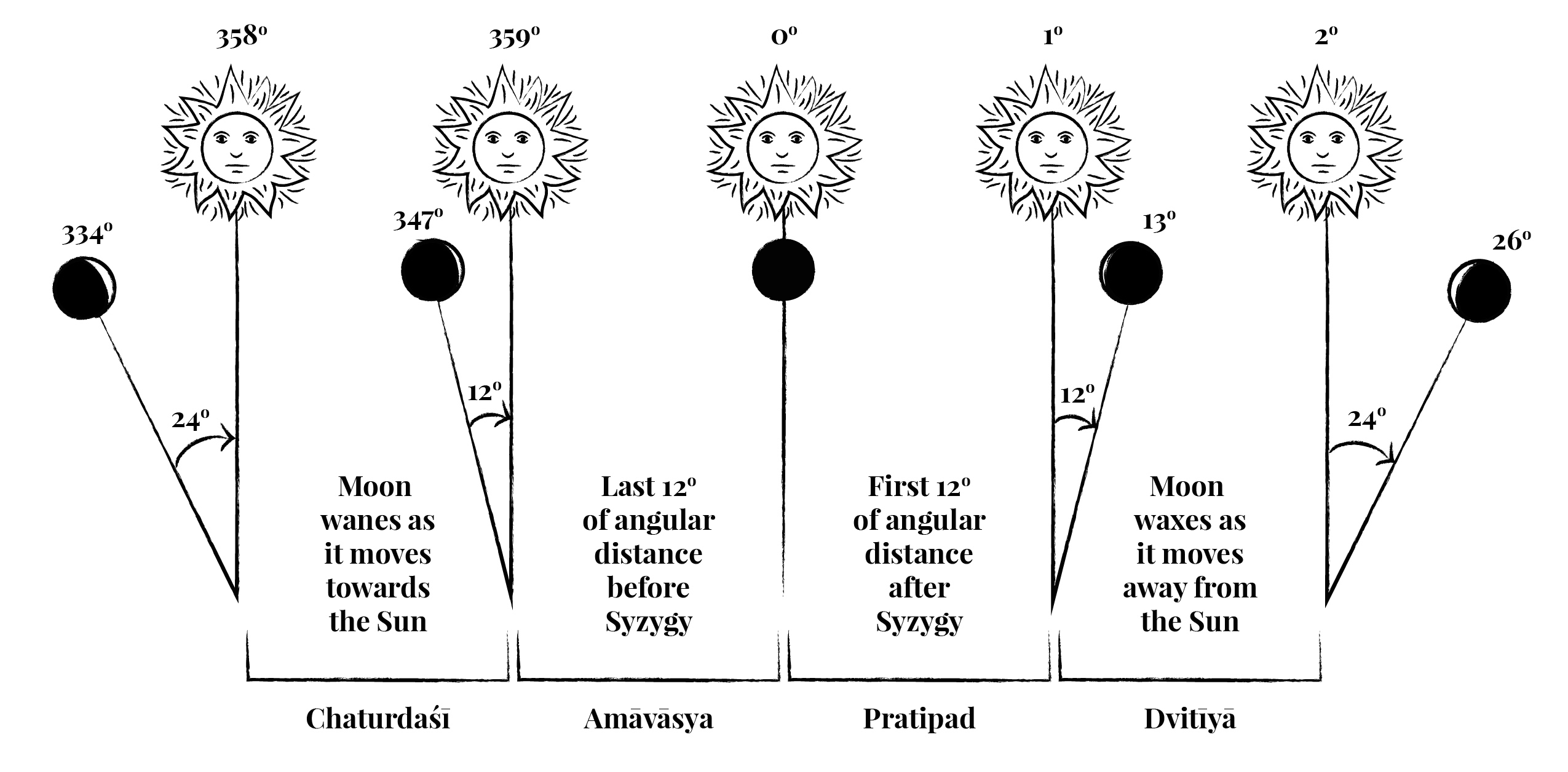
Amavasya et Prathama tithi

Krishna Paksha fait référence à la quinzaine lunaire sombre ou à la lune décroissante du calendrier hindou. Krishna (sanskrit : कृष्ण) est un mot sanskrit signifiant « sombre ». Krishna Paksha est une période de 15 jours, qui commence après le jour de purnima (pleine lune), culminant à l' amavasya (nouvelle lune). Krishna Paksha est considéré comme peu propice, car la lune perd de la lumière pendant cette période.
Les festivals pendant le Krishna Paksha sont :
| Jour                     | Tithi       | Festival                      | Mois     |
| ------------------------ | ----------- | ----------------------------- | -------- |
| 4ème jour                | Chaturthi   | Karva Chauth                  | Kartika  |
| 8ème jour                | Ashtami     | Krishna Janmashtami           | Shravana |
| 13ème jour               | Thrayodashi | Dhanteras                     | Kartika  |
| 13ème jour               | Thrayodashi | Pradosha                      | Magha    |
| 14ème jour               | Chaturdashi | Maha Shivaratri               | Magha    |
| 14ème jour               | Chaturdashi | Naraka Chaturdashi ( Diwali ) | Kartika  |
| 15ème jour (pas de lune) | Amavasya    | Lakshmi Puja ( Diwali )       | Kartika  |

## Autres utilisations
En astrologie védique, lorsqu'une personne fait un prasna (un tableau de questions) et que la planète Vénus indique la période de temps, l'événement mentionné dans la réponse se produira dans une pakṣa (quinzaine) à partir du moment où la question a été posée.